# Xã Highland, Quận Defiance, Ohio
Xã Highland (tiếng Anh: Highland Township) là một xã thuộc quận Defiance, tiểu bang Ohio, Hoa Kỳ. Năm 2010, dân số của xã này là 2.372 người.